# Koloriméter
A koloriméter olyan eszköz, amellyel a kolorimetriás vizsgálatokat végzik. Ez a tudományos eszköz a vizsgált oldatban méri a számunkra érdekes hullámhosszú fény abszorbanciáját. Ezt az eszközt általában egy ismert oldott anyag koncentrációjának meghatározására használják a Lambert–Beer-törvény alkalmazásával, amely kimondja, hogy az oldott anyag koncentrációja arányos az abszorbanciával.

## Felépítés
A koloriméter lényeges részei: 

(1) Hullámhossz-kiválasztás, (2) Nyomtató gomb, (3) Koncentrációs együttható beállítása, (4) UV-üzemmódválasztó (Deutériumlámpa), (5) Kijelző, (6) Minta-rekesz, (7) Tárázó (100% T), (8) Érzékenység kapcsoló, (9) BE/KI kapcsoló

- fényforrás (gyakran egy hagyományos, alacsony feszültségű izzólámpa);
- állítható rekesz;
- színes szűrők;
- küvetta a munkaoldat tartásához;
- detektor (általában fotoellenállás) az átbocsátott fény mérésére;
- kijelző a detektor jelének megjelenítéséhez.

Ezen kívül lehet: 
- feszültségszabályozó, hogy megvédje a készüléket a hálózati feszültség ingadozásaitól;
- egy második fényút, küvetta és detektor. Ez lehetővé teszi a munkaoldat és a tiszta oldószerből álló „vakoldat” (referenciaoldat) összehasonlítását a pontosság javítása érdekében.

A kereskedelmi forgalomban számos koloriméter kapható, valamint az oktatás és a kutatás számára nyílt forráskódú építési dokumentáció is található.

### Szűrők
A mérés pontosságának maximalizálása érdekében a koloriméterben cserélhető optikai szűrők használatosak, hogy kiválaszthassuk azt a hullámhosszat, amelyen az oldott anyag leginkább abszorbeál. A szokásos hullámhossztartomány 400 és 700 nm (nanométer). Ha az ultraibolya tartományban kell működnie, akkor a koloriméterben néhány módosításra van szükség. A modern koloriméterekben az izzólámpa és a szűrők helyettesíthetők többféle színű fénykibocsátó diódával.

### Küvetták
A hagyományos koloriméterben a küvettákat kézzel helyezik be és távolítják el. Az automatizált koloriméter (az AutoAnalyzerben is használt) egy átfolyó cellával van ellátva, amelyen keresztül az oldat folyamatosan áramlik.

## Eredmény
A koloriméter jelét egy analóg vagy digitális kijelző (0–100%-ig terjedő lineáris skálán megadott) transzmittanciaként vagy (nullától végtelenig terjedő logaritmikus skálán vett) abszorbanciaként jelenítheti meg. Az abszorbanciaskála hasznos tartománya 0–2, de kívánatos, hogy az abszorbancia értéke a 0–1 tartományban maradjon, mert 1 fölött az eredmények a fény szóródása miatt megbízhatatlanná válnak.
Ezenkívül a kimenet szalagos regisztrálóra, adatgyűjtőhöz vagy számítógéphez is elküldhető.

## Fordítás
Ez a szócikk részben vagy egészben  a   Colorimeter (chemistry) című angol Wikipédia-szócikk ezen változatának fordításán alapul.  Az eredeti cikk szerkesztőit annak laptörténete sorolja fel. Ez a jelzés csupán a megfogalmazás eredetét és a szerzői jogokat jelzi, nem szolgál a cikkben szereplő információk forrásmegjelöléseként.